# Echeveria unguiculata
Echeveria unguiculata är en fetbladsväxtart som beskrevs av Myron William Kimnach. Echeveria unguiculata ingår i släktet Echeveria och familjen fetbladsväxter. Inga underarter finns listade i Catalogue of Life.